# Cupania sylvatica
Cupania sylvatica är en kinesträdsväxtart som beskrevs av Berthold Carl Seemann. Cupania sylvatica ingår i släktet Cupania och familjen kinesträdsväxter. Inga underarter finns listade i Catalogue of Life.